# La última cena (fotografía)
Una fotografía sin título, más conocida como La última cena (en hebreo: סעודה האחרונה‎), es una fotografía de 1999 del fotógrafo israelí Adi Nes. Inspirada en la famosa pintura del mismo nombre de Leonardo da Vinci, la foto muestra a 14 soldados israelíes en un escenario que recuerda a La Última Cena. Nes creó La última cena para reflejar la idea de que la muerte está siempre presente en la sociedad israelí, no solo en el combate sino también en la vida diaria. Al retratar a los soldados como Jesús y Judas Iscariote, Nes buscó enfatizar la vulnerabilidad y fragilidad de sus vidas. La fotografía deja entrever la posibilidad de que esta comida sea la última para alguno de los soldados.
La foto fue vendida por $264,000 ( 350000 ) en Sotheby's en 2012, un precio más alto que el que jamás se había pagado por una foto israelí. La impresión original se encuentra actualmente en Jerusalén en el Museo de Israel.

## Trasfondo

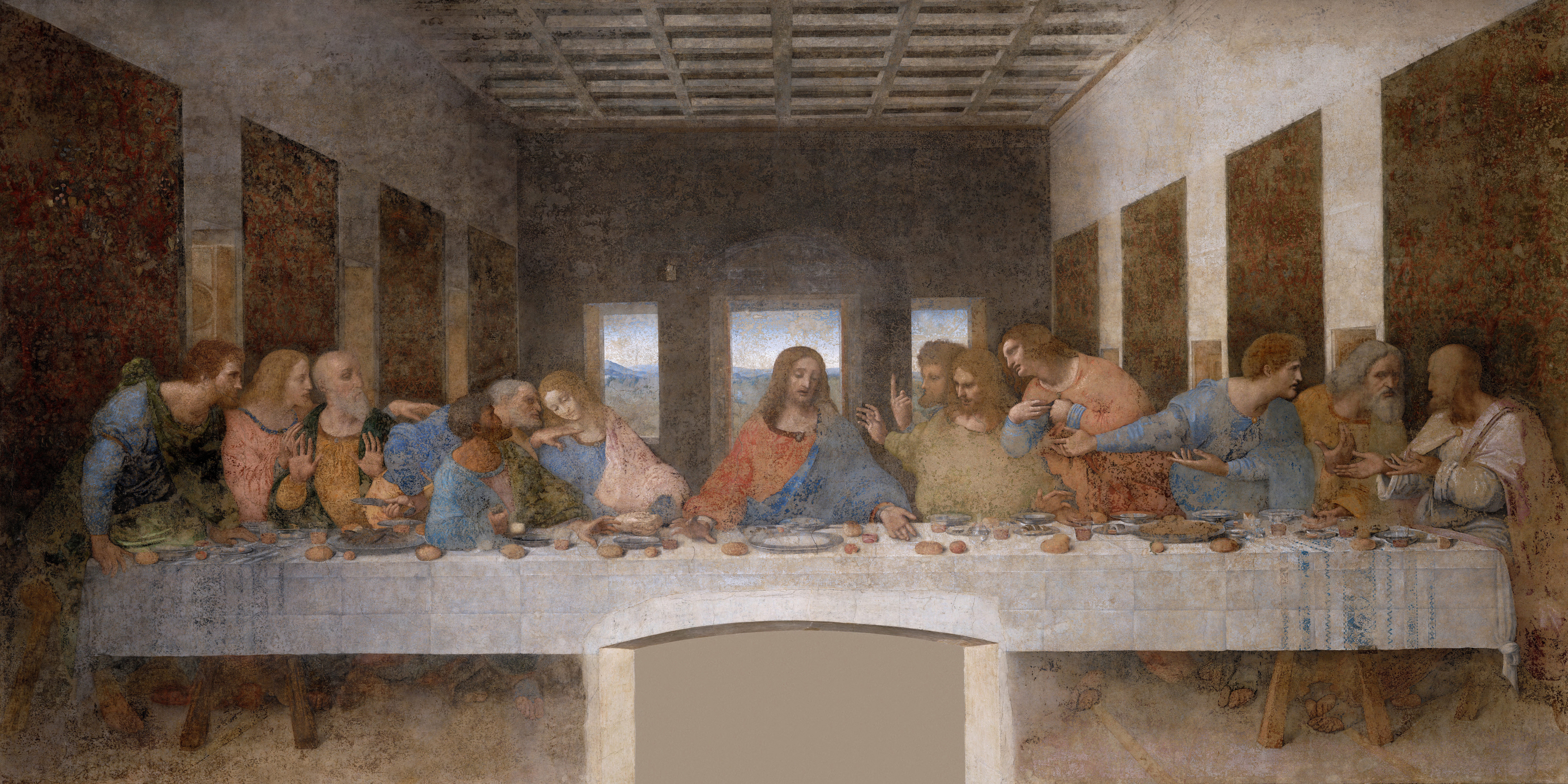
Las representaciones de la Última Cena en el arte cristiano han sido realizadas por maestros artísticos durante siglos, siendo la pintura mural de Leonardo da Vinci de finales de la década de 1490 en Milán, Italia, el ejemplo más conocido.

Adi Nes nació en 1966 en Kiryat Gat, cerca de la Franja de Gaza, un año antes de la Guerra de los Seis Días. Nes dijo que su madre le cantaba canciones sobre hombres «representados estereotipadamente», «un soldado, un padre o ambos». Sus padres hicieron aliá desde Irán; su padre fingió su edad para ser reclutado en el ejército. «Cuando fue dado de alta, era un hombre diferente». Nes también sirvió en el ejército y dijo que estaba muy orgulloso de ello. Describe el sentido de unidad que sintió al unirse al ejército:
Me vi a mí mismo como un niño mizrají raro, débil y sensible de la periferia, diferente de todos los demás. Pero muy rápidamente, ya durante el entrenamiento básico, sentí que era parte de este gran poder. El uniforme de las FDI funcionó como un manto mágico. Yo era parte de una unidad ultra masculina: estábamos completamente dedicados a uno y uno a todos. La larga distancia y el tiempo fuera de casa y la estadía intensiva con mis amigos me hicieron sentir que eran mi nueva familia, el espíritu militar que nos unía. Sentí que éramos uno.
Nes se inspiró en las obras de artistas del Renacimiento a menudo considerados homosexuales, como Leonardo da Vinci, Caravaggio, Pier Paolo Pasolini y Miguel Ángel. En el momento en que comenzó su carrera artística en la década de 1980, la homosexualidad no se discutía abiertamente en Israel y había poco arte y literatura israelíes que trataran con el homoerotismo. Su serie más conocida se llama Soldados, que contiene 22 fotografías escenificadas de jóvenes soldados israelíes, nunca representadas en combate. La foto más conocida de la serie es La última cena, que refleja la idea de que la muerte está siempre presente en la sociedad israelí, no solo en el combate sino también en la vida cotidiana. Al retratar a los soldados como Jesús y Judas Iscariote, Nes buscó enfatizar la vulnerabilidad y fragilidad de sus vidas. La fotografía deja entrever la posibilidad de que esta comida sea la última para alguno de los soldados. La foto fue vendida por $264,000 ( 350000 ) en Sotheby's en 2012, un precio más alto que el que jamás se había pagado por una foto israelí. La impresión original se encuentra ahora en Jerusalén en el Museo de Israel.

## Descripción
La foto muestra a catorce soldados israelíes en un cuartel abandonado con vajilla tradicional del ejército. A diferencia de la pintura original, la versión de Nes carece de tensión y muestra a los soldados en conversaciones privadas, mientras que la figura central (Jesús) «mira fijamente al vacío». El artista no brinda una interpretación específica, pero expresa simpatía y espera que no sea su última comida juntos. Se agrega una persona adicional para evitar ser un «cita directa» de Leonardo da Vinci. El decimocuarto hombre (de pie a la izquierda) es el único, aparte de la figura central, que no está enfrascado en una conversación y mira hacia otro lado, y el único cuyo uniforme muestra el parche de las Fuerzas de Defensa de Israel.

## Simbolismo e interpretación
En La última cena, los soldados son retratados como «discípulos de una ideología», al igual que los apóstoles de Jesús, sujetos a fuerzas que escapan a su control. Los agujeros de bala en la pared, el humo del cigarrillo y la manzana mordida simbolizan la fugacidad de la vida, lo que refuerza la idea de que esta podría ser su última comida juntos.
Noa Roei escribe que Nes «trae a los discípulos de vuelta a casa, a la tierra de Israel, y juega con el hecho de que ellos también fueron alguna vez soldados judíos. Su soldado israelí contemporáneo está dotado de la fe condenada y redentora de Jesús, al mismo tiempo que la historia canónica cristiana se entiende de nuevo en relación con las alianzas nacionales y militares».
La foto se ha destacado por su «desafío homoerótico al machismo israelí y su referencia al mensaje cristiano de traición y muerte inminente».

Carrie Bettel escribe que «Nes compara la experiencia de Jesús y sus discípulos con la del soldado y su unidad. Mientras los soldados comen, son conscientes de que, en teoría, podría ser su última comida juntos». También se nota la diferencia de Jesús y la figura central de la foto:
el soldado que representa a Jesús no es el centro de atención y ninguno de sus compañeros lo mira [en comparación con Leonardo]: si bien es el centro formal del cuadro, no es el centro de su narración [...] hay ningún gesto que nos invite a participar en la escena... Jesús dejado solo, Jesús notado por nadie, es un soldado predestinado a morir que [...] ya está siendo erradicado de la memoria de las personas que lo rodean... [...] el papel de la figura central implica la dificultades para convertirse en soldado e ir a la guerra. Los soldados deben separarse de su realidad (como lo demuestra el uso de la tercera persona) para sobrevivir, si es que sobreviven. Dado que el soldado está 'predestinado a morir', el soldado elige desconectarse de la realidad en lugar de aceptar su destino.